# Rhagonycha alagoesa
Rhagonycha alagoesa is een keversoort uit de familie soldaatjes (Cantharidae). De wetenschappelijke naam van de soort werd in 1893 gepubliceerd door Edmund Reitter.